# Josef Hodic
Josef Hodic (1924 – 2015) byl český vojenský historik a jeden z prvních signatářů Charty 77. Za komunistického režimu získal politický azyl v Rakousku, kde pobýval ve Vídni a angažoval se v emigrantských kruzích. V roce 1981 se vrátil do ČSSR. Po jeho návratu vyšlo najevo, že byl celou dobu špiónem StB v přestrojení za disidenta.

## Mládí
Josef Hodic navštěvoval klášterní školu, kterou dokončil koncem druhé světové války a následně studoval práva. Během studií se začal zajímat o politiku a přidal se do KSČ. Když se tato strana dostala v roce 1948 k moci, vstoupil Hodic do armády. Na vojenské akademii byl přijat do vojenské kontrarozvědky.
Po studiích se zabýval zpracováním spisů v rámci destalinizace.
Od roku 1960 byl profesorem Vojenské akademie politické v Praze.
Během Pražského jara se dostal do 8. odboru ÚV KSČ, ovšem po invazi sovětských vojsk v roce 1968 přišel o všechny funkce a v roce 1970 byl dokonce vyloučen z KSČ, takže musel nějaký čas pracovat jako deratizátor.
Až v roce 1974 se mu podařilo znovu získat podporu a přízeň politicky vlivných osob a vrátit se k administrativní dráze, tentokrát jako úředník pražského magistrátu.

## Charta 77
V lednu 1977 sílila kritika komunistického režimu a řada významných osobností, mezi nimi Václav Havel, Jiří Hájek, Jiří Dienstbier, nebo právě Hodic, podepsala Chartu 77. Režim proti těmto lidem zakročil a začalo velké zatýkání a uvězňování signatářů.
Tehdejší rakouská vláda v čele s Brunem Kreiským reagovala na situaci v sousedním Československu udílením azylů stíhaným disidentům, kteří chtěli opustit zemi. Toho využila řada lidí včetně Josefa Hodice. V listopadu 1977 přijel Hodic do Vídně, kde mu byl nejen udělen politický azyl, ale byl také naturalizován ve zrychleném řízení. O dva měsíce později se k němu mohla připojit i jeho manželka Naděžda.
Hodic se neúspěšně ucházel o učitelské místo na Tereziánské vojenské akademii, ale nakonec se uchytil na Institutu pro mezinárodní politiku v Laxenburgu.
V tomto období pobývalo ve Vídni mnoho československých emigrantů a Hodic byl v jejich kruzích velmi aktivní. Snažil se udržovat kontakty s lidmi, kteří zůstali ve vlasti, a publikoval zprávy o východním bloku. Tvořil příspěvky pro Svobodnou Evropu, český program Rádia Svobodná Evropa i stanice financované americkou CIA. Dokonce se mohl účastnit jednání tajné exilové skupiny Listy, kterou vedli Zdeněk Mlynář a Jiří Pelikán.
Krom toho byl Hodic v kontaktu s konzervativními emigrantskými skupinami jako Rada svobodného Československa a Catholic Opus Bonum.

## Návrat do ČSSR
Koncem června roku 1981 přišlo na vídeňskou policii anonymní nahlášení, že Josef Hodic i s chotí náhle zmizel. Vyšetřování tehdy nic podezřelého neodhalilo. Manželé podle všeho odjeli na dovolenou, dokonce nechali klíče od svého bytu u domovníka, aby jim zaléval květiny. Až po oznámení Radia Praha o tom, že se do vlasti vrátil „zasloužilý agent“, prověřila policie bankovní účty Hodicových a zjistila, že již několik týdnů mají otevřené nové konto. Vyšetřovatelé si snadno dovodili, že navrátivším se agentem je právě Hodic.
Přesné důvody návratu nebyly v té době známy. Předpokládalo se, že Hodicův zdánlivý útěk do Rakouska byla akce naplánovaná československou tajnou službou. Svědčila by o tom jeho zvýšená aktivita na emigrantské scéně. Důvodem Hodicova rychlého návratu do vlasti pak mělo být zatčení dvou Francouzů na československých hranicích 28. dubna 1981, kteří u sebe měli velké množství peněz a adresu disidentů žijících v ČSSR. Ti byli zatčeni československými úřady, a to nejspíše na základě informací, které mohly být konfrontující i pro Hodice.
Alternativním vysvětlením rychlého návratu do Prahy, možná i celé jeho spolupráce s StB, je vydírání ze strany této organizace. Hodic mohl přijít do Rakouska jako skutečný disident. Ostatně po svém příjezdu publikoval dokument, který popisoval chování tehdejšího prezidenta Husáka za druhé světové války. Pro StB byl tudíž vhodnou osobou, která si získala důvěru rakouských úřadů a zároveň na něho měla tajná služba páku, protože v Praze žily jeho dvě dospělé dcery a pět vnoučat.
Každopádně, Československá emigrantská scéna byla šokována, stejně jako rakouští politici a Hodicovi vědečtí kolegové. Pro rakouské úřady bylo potupou, že agenta vydávajícího se za disidenta nepoznali. Obavy, že Hodic shromáždil množství informací, které mohly ohrozit československé disidenty v exilu i na půdě ČSSR, se ukázaly oprávněné. Na základě podkladů, které Hodic získal, byl za pokus o převrat odsouzen Rudolf Battěk. Také na Jiřího Hájka bylo vzneseno obvinění, ale klíčové dopisy se ukázaly být padělky, které nastražilo StB. 
Tyto události měly i plošný dopad. Vzbudily podezření vůči dalším exulantům, kteří hledali v Rakousku bezpečné zázemí.

## Život po návratu
Zpátky v Československu začala pro Hodice špatná léta. Sice se aktivně podílel na pomlouvačné kampani proti Pavlu Tigridovi a Jiřímu Pelikánovi, ale StB ho již nemohla využívat naplno, protože jeho postavení bylo veřejně známé. Za své zásluhy však dostal od StB byt, kde mohl žít v ústraní až do revoluce. 